# آب توبه
آب توبه فیلمی به کارگردانی محمدرضا فاضلی و نویسندگی فریدون گله محصول سال ۱۳۵۳ است.

## خلاصه داستان
اهالی محله در یزد از سوی قاسم باج خور مورد آزار و اذیت قرار می‌گیرند، تا این که حبیب و طاهر، قاسم را وادار می‌کنند تا رویه اش را تغییر دهد. یک شب حبیب در محله ای بدنام با شیرین، که دوست قاسم است، آشنا می‌شود و به او پیشنهاد می‌کند که اگر توبه کند او را به عقد خود درآورد. حبیب شیرین را به مشهد می‌برد و خواهرش مریم را به طاهر می‌سپارد. قاسم، که کینه طاهر را به دل دارد از مریم هتک حیثیت می‌کند. نانوای محل که شاهد ماجرا است، سکوت می‌کند و طاهر برای حفظ حیثیت خود و دوستش مریم را به عقد خود درمی‌آورد. نوچه‌های قاسم شایع می‌کنند که طاهر پس از اغفال مریم او را به عقد خود درآورده است. آن‌ها برای آن که زبان نانوا را بسته نگه دارند او را در اتاقکی حبس می‌کنند. حبیب به قصد انتقام به یزد بازمی‌گردد؛ اما معتمدان محل برای جلوگیری از خونریزی او و طاهر را وامی‌دارند که در گود زورخانه رو در روی هم قرار بگیرند. قبل از آغاز مبارزه نانوا با پیکری مجروح می‌گریزد و با کمک شیرین خود را به زورخانه می‌رساند و حقیقت را برملا می‌کند. حبیب و طاهر به تعقیب قاسم می‌روند و سرانجام او را به مأموران پلیس می‌سپارند.

## بازیگران
- محمدرضا فاضلی
- شهناز تهرانی
- نوش‌آفرین
- یداله شیراندامی
- منصور سپهرنیا
- حمیده خیرآبادی
- احمد معینی
- فرهاد حمیدی
- رفیع مددکار
- علی دهقان
- عباس مهردادیان
- هنگامه
- طاهره غفاری
- نجیبی
- طاووس